# FAM110B
FAM110B (англ. Family with sequence similarity 110 member B) – білок, який кодується однойменним геном, розташованим у людей на 8-й хромосомі. Довжина поліпептидного ланцюга білка становить 370 амінокислот, а молекулярна маса — 40 728.
| 10         |  | 20         |  | 30         |  | 40         |  | 50         |
| ---------- |  | ---------- |  | ---------- |  | ---------- |  | ---------- |
| MPTETLQTGS |  | MVKPVSPAGT |  | FTSAVPLRIL |  | NKGPDYFRRQ |  | AEPNPKRLSA |
| VERLEADKAK |  | YVKSQEVINA |  | KQEPVKPAVL |  | AKPPVCPAAK |  | RALGSPTLKV |
| FGNHAKTESG |  | VQRENLKLEI |  | LKNIINSSEG |  | SSSGSGHKHS |  | SRNWPPHRSE |
| ATDLHRHSFA |  | ESLKVYPTQG |  | RRSPQEGGSH |  | VGRRLLEQSA |  | ESFLHVSHSS |
| SDIRKVTSVK |  | PLKAIPCSSS |  | APPLPPKPKI |  | AAIASMKSPE |  | ADPVEPACGV |
| SRRPSLQRSK |  | SDLSDRYFRV |  | DADVERFFNY |  | CGLDPEELEN |  | LGMENFARAN |
| SDIISLNFRS |  | ASMISSDCEQ |  | SQDSNSDLRN |  | DDSANDRVPY |  | GISAIERNAR |
| IIKWLYSIKQ |  | ARESQKVSHV |  |            |  |            |  |            |

A: Аланін

C: Цистеїн

D: Аспарагінова кислота

E: Глутамінова кислота

F: Фенілаланін

G: Гліцин

H: Гістидин

I: Ізолейцин

K: Лізин

L: Лейцин

M: Метіонін

N: Аспарагін

P: Пролін

Q: Глутамін

R: Аргінін

S: Серин

T: Треонін

V: Валін

W: Триптофан

Кодований геном білок за функцією належить до фосфопротеїнів. 
Локалізований у цитоплазмі, цитоскелеті.